# Frans Nieuwenhuis
Frans Nieuwenhuis (Vaassen, 1 november 1936) is een zanger in het Veluws dialect.
Hij heeft gewerkt als metaalbewerker in Epe, waar hij tijdens het werk ook bezig was met muziek, zoals de melodieën en de tekst van nieuwe liedjes. Veel van zijn liedjes zijn door hemzelf geschreven en gecomponeerd. Hij heeft ook samengewerkt met anderen zoals dichter Hermen Bomhof die voor hem teksten schreef. Andere tekstschrijvers zijn Fred Eggink, Jan Wijnhout, Fred Rootveld en zijn vrouw Riet.
Hij heeft een tijd met zijn zus Miny Hagen – Nieuwenhuis het Edelweiss duo gevormd. Dit is voordat hij begon met het zingen in het Veluws dialect. Ze kwamen als jodelduo in diverse radio- en televisieprogramma’s, zoals de Willem Ruisshow. Het duo bracht een lp  en enkele singles uit.
Zijn meest bekende nummer is het Cannenburgher Klöksien. Dit nummer wordt sinds het uitkomen ervan betiteld als het onofficiële volkslied van Vaassen en wordt al jaren tijdens het Rossumdaerp-carnaval gebruikt als slotlied. Om de blijvende populariteit van het nummer is voor het carnaval van 2020 een partymix genaamd Kling Klang uitgebracht door "De Maten van Rossum".

## Discografie
- LP “ ’n Lach en een Traan” 13 van Diverse artiesten; Onder andere Zangeres Zonder Naam, Het edelweiss duo 1972
- Single “Blonde Annemarie” van Het edelweiss Duo 1972
- LP "Op de alpenweide” van Het Edelweiss duo 1976
- LP “Ellis en Ben Donkelaar presenteren de regionale artiesten show” Deel 1 Diverse artiesten met o.a. Frans Nieuwenhuis 1980
- Single “Cannenburgher Klöksien” 1980
- Single “Zomer op de Veluwe” 1980
- Single “De cavia Baene” 1981
- LP "De Bèken bint weer Blank" 1982
- Single “Kris Kras de Veluwe” 1982
- LP "Veluwe Plat 2" 1982
- Single “Onze Meule” “De laatste marskramer” 1985
- Cassette “Toer de Frans” 1986
- CD "Rondje Gelderland" 1998
- CD "20 liedjes in het Gelders" 2000